# Lisette Oropesa
Lisette Oropesa (ur. 29 września 1983) – amerykańska śpiewaczka operowa, sopran koloraturowy. Repertuar artystki obejmuje dzieła C.W. Glucka, G.F. Händla, W.A. Mozarta, G. Rossiniego, G. Donizettiego, G. Verdiego, G. Bizeta, J. Masseneta, G. Pucciniego, G. Meyerbeera, D. Catána. Szczególnie kojarzona jest z rolami Gildy, Zuzanny, Konstancji i Łucji. Jej dorobek sceniczny to ponad 30 głównych ról operowych zagranych w prawie 400-stu przedstawieniach.
W 2019 Lisette Oropesa zdobyła dwa największe trofea sceniczne przyznawane śpiewakom operowym w Stanach Zjednoczonych: nagrodę Richarda Tuckera i nagrodę Beverly Sills. Był to drugi przypadek w historii gdy jeden solista otrzymał obie nagrody w tym samym roku.
W 2015 współpracowała przy wydaniu poradnika „Master Singers: Advice from the Stage”, który zawiera wywiady ze znanymi śpiewakami analizujące ich „technikę, sztukę, interpretację i scenografię”.
Artystka prowadzi kursy mistrzowskie na uniwersytetach i w programach kształcenia młodych śpiewaków.
Prywatnie jest weganką i biegaczką maratonów, czym dzieliła się w wywiadzie dla Runner’s World oraz w książce o bieganiu i diecie roślinnej.

## Wczesne lata i edukacja
Lisette Oropesa urodziła się w Nowym Orleanie (stan Luizjana). Jej rodzice przybyli tam z Kuby. Dzieciństwo i młodość spędziła w Baton Rouge.
W dzieciństwie uczyła się gry na flecie. Za radą matki zgłosiła się na przesłuchanie do Szkoły Muzycznej na Uniwersytecie Stanu Luizjana (LSU School of Music), a w rezultacie dołączyła do programu wokalnego Roberta Graysona.

## Kariera

### Początki i pierwsze lata w Metropolitan Opera
W 2005 roku Lisette Oropesa została laureatką prestiżowego konkursu wokalnego Metropolitan Opera National Council Auditions, w kolejnych latach zdobywając wiele tego typu nagród (rozdział: Nagrody). Przez trzy kolejne lata uczestniczyła także w programie „Lindemann Young Artists Development Program”. W tym czasie zadebiutowała w Metropolitan Opera (MET) drugoplanową rolą w przedstawieniu Idomeneusz pod batutą Jamesa Levine. Talent młodej śpiewaczki został szybko doceniony rolą Zuzanny w Weselu Figara wystawionym przez MET w październiku 2007 roku. W tej pierwszej głównej roli wystąpiła u boku Erwina Schrotta w pięciu przedstawieniach reżyserii Sir Jonathana Millera. Następnych kilka sezonów w MET z małymi wyjątkami to głównie role mniejsze i drugoplanowe. W sezonie 2007/2008 Lisette Oropesa grała rolę Duszka Rosy w Jasiu i Małgosi. W kolejnym sezonie; rolę Lisette w Jaskółce produkcji Nicolasa Joëla u boku Angeli Gheorghiu, Roberto Alagny i Samuela Rameya; rolę Woglindy w Złocie Renu i Leśnego Ptaszka w Zygfrydzie. We wrześniu 2010 roku ponownie wystąpiła w roli Woglindy. W maju 2011 roku zaśpiewała rolę boga Amora w Orfeuszu i Eurydyce produkcji Marka Morrisa. W grudniu rolę Mirandy w barokowym pastiszu Zaczarowana wyspa, śpiewając u boku Plácido Domingo pod dyrekcją Williama Christie, „Lisette Oropesa jako Miranda po raz kolejny pokazała, że jest jednym z najbardziej promiennych (ale niestety niewykorzystanych) talentów w Met”. W sezonie 2012/2013 Oropesa została w końcu doceniona głównymi partiami, a więc rolą Gildy w Rigoletcie i Anusi w Falstaffie. Według The New York Times’a, „ujmująca sopranistka Lisette Oropesa, śpiewa z bezwysiłkowym wdziękiem i lirycznym pięknem”. W 2014 roku zaśpiewała u boku Jonasa Kaufmanna i Sophie Koch w nowej inscenizacji Werthera wyreżyserowanej przez Richarda Eyre’a. The New York Times zauważył, że „Jasna, imponująca sopranistka Lisette Oropesa jest słoneczną, ujmującą Sophie”.

### Pierwsze lata w innych teatrach
Kariera w operach stanowych oraz teatrach na kontynencie już od samego początku pozwoliła solistce na realizację poważnego repertuaru. Przyjmowała wyłącznie role tytułowe i główne. W roku 2008 wystąpiła na scenie opery w Nowym Orleanie oraz w Operze Arizońskiej jako Gilda w Rigoletcie. W 2009 w Operze Stanu New Jersey jako Łucja z Lammermooru. W 2010 z Walijską Operą Narodową jako Konstancja w Uprowadzeniu z seraju; z Operą Niemiecką nad Renem w przedstawieniu Turek we Włoszech; na Muzycznym Festiwalu Tanglewood jako Konstancja; na Festiwalu Ravinia jako Zuzanna w Weselu Figara; oraz na scenie opery w Nowym Orleanie znów jako Gilda, a w 2011 roku tamże jako Leïla w Poławiaczach pereł. W kwietniu i maju 2012 roku pojawiła się w Pittsburskiej Operze jako Konstancja w Uprowadzeniu z seraju, produkcji zaaranżowanej w prywatnym wagonie Baszy, pociągu Orient Express. W październiku 2012 ponownie z sukcesem odegrała rolę Łucji dla Opery Arizońskiej. W listopadzie wzbogaciła swój repertuar o rolę Kleopatry w barokowym Juliuszu Cezarze na deskach Teatru Operowego w Michigan. W roku 2013 zadebiutowała w roli Paminy w Czarodziejskim flecie w Grand Opera na Florydzie, jak zauważono: „Oropesa była fantastyczna w swoim przedstawieniu Paminy”, „Jej aria ‘Ach, ich fühl’s’ była naprawdę poruszająca”. Lato 2013 zaowocowało kontynuacją operowych wyzwań. Zaśpiewała partię Zuzanny w Weselu Figara na deskach opery w Santa Fe, jak zauważył James Keller, „Nic wieczorem nie przebiło jej wykonania 'Deh vieni, non tardar’ w akcie 4, w którym magią wypełniła wieczorne powietrze”. Następnie rolę Amalii w Zbójcach Verdiego dla Washington Concert Opera, w której „osiągnęła ostateczny triumf, śpiewając wypełnioną trylami część skomponowaną specjalnie dla Jenny Lind”. Została również wezwana w ostatniej chwili jako zastępczyni do roli Anusi w Falstaffie do opery w San Francisco. Po występach w MET na początku 2014 roku, letni kalendarz artystki to seria kolejnych występów: Stworzenie Świata Haydna w Nowym Jorku i Cleveland, Pasja według św. Mateusza w Chicago, Uprowadzenie z seraju w Bellingham i Waszyngtonie, i ponownie w Operze Arizońskiej tym razem jak Łucja oraz powtórka jej występu z 2010 roku w Weselu Figara na Festiwalu Ravinia. Operowe angaże obejmowały Anusię w Holenderskiej Operze Narodowej, Gildę na scenie Grand Théâtre w Genewie i Konstancję w Bawarskiej Operze Państwowej. Jej ostatni występ w 2014 był zarazem jej debiutem w Operze Los Angeles w roli Rosalby w przedstawieniu Florencia en el Amazonas Daniela Catána.

### Rozkwit kariery
Rok 2015 rozpoczął się w Operze Paryskiej rolą Konstancji. Według OperaClick, „'Marten aller Arten’ zaśpiewała z wyrazistymi akcentami i zmysłowym aktorstwem”. Jej następny występ miał miejsce w Concertgebouw, gdzie została nagrodzona owacjami na stojąco za wykonanie „Caro Nome w nagrywanym dla radia przedstawieniu Rigoletto. Wróciła do domu w Nowym Orleanie, do roli Zuzanny. Według The New Orleans Advocate, „świetnie pokazała wszechstronność wokalną, od lśniącej koloratury młodej zakochanej kobiety aż do zakłopotania i gniewu wobec lubieżnych intencji swego zwierzchnika, hrabiego Almavivy”. Majowy występ to debiut w Córce pułku w Pittsburgh Opera gdzie jak donosił TribLive, „całkowicie pokonała zarówno wyzwania wokalne, jak i fizyczne wymagania inscenizacji Currana. Jej głos jest cudownie dopasowany do roli, ciepły i zaokrąglony w tonie, ale także czysty i błyszczący w koloraturze”. Jej kolejny angaż to Wesele Figara w San Francisco. Jak napisano, „Oropesa to urocza Zuzanna której głos przy cudownej delikatnej jakości, jednocześnie zachowuje siłę”. Kolejny niezwykle udany debiut to Traviata w Operze Filadelfijskiej. David Shengold pisał na łamach Opera News: „doszedłem do wniosku, że najbardziej satysfakcjonujące Violetty, jakie widziałem, to te, które odgrywały rolę nie w ‘Dialogu z Tradycją’, ale jakby żyjąc nią w tej chwili: Patricia Brooks, Nelly Miricioiu i Mary Dunleavy. Oropesa dołącza do tej grupy”. W listopadzie została wezwana jako zastępczyni na prawie wszystkie przedstawienia Rigoletta i Uprowadzenia z seraju do Bawarskiej Opery Państwowej w Monachium. Rok ten zakończyła rolą Gildy w Rigoletcie w Teatro Real w Madrycie, która została dosłownie nazwana „Triumfem”.
Rok 2016 rozpoczął pierwszy w jej karierze solowy recital w Park Avenue Armory w Nowym Jorku. Według Anthony’ego Tommasiniego z The New York Times’a, „dała satysfakcjonujący występ” i „przyniosła niezwykłą świeżość tej muzyce”. W tamtym „roku koncertów” Lisette Oropesa dała ich całą serię, począwszy od Rzymu w Accademia Nazionale di Santa Cecilia i Requiem Faurégo, przez Baltimore i symfonię Niemieckie Requiem Brahmsa z Erikiem Owensem, po VIII Symfonię Mahlera z Yannickiem Nézet-Séguinem i Orkiestrą Filadelfijską. W kolejnym koncercie wystąpiła z Jamesem Conlonem w jego ostatnim sezonie na Cincinnati May Festival. Pojawiła się także w Monachium, występując na Nocy Festiwalowej UniCredit, co odnotował Süddeutsche Zeitung, „Zwłaszcza Lisette Oropesa trafiła swym krystalicznie czystym sopranem do serc publiczności”. Kolejną rolą operową, w której wystąpiła zyskując uznanie, była zupełnie nowa produkcja Les Indes galantes z Bawarską Operą Państwową. „Nienaganni soliści: znakomita gra w szlachetnych kantylenach i szybkiej koloraturze – Lisette Oropesa”. Następnie wróciła do stanu Waszyngton, gdzie ponownie wcieliła się w rolę Zuzanny z Wesela Figara w Waszyngtońskiej Operze Narodowej. „Pani Oropesa uczyniła tę godną uwagi rolę swoją własną, zręcznie i inteligentnie dostosowując się do każdego negatywnego zwrotu akcji z doskonałym wyczuciem teatru i jasnym, słonecznym sopranem”. Po krótkiej przerwie gwiazda udała się do Dallas, by zaśpiewać w Niemieckim Requiem z tamtejszą Orkiestrą Symfoniczną, wróciła do Waszyngtonu, gdzie wystąpiła jako Maria w Córce pułku w Waszyngtońskiej Operze Narodowej. Tym razem jej partnerem scenicznym była Sędzia Sądu Najwyższego Ruth Bader Ginsburg. Według Washington Jewish Week „Lisette Oropesa w dniu premiery była idealna w tej roli tak ściśle związanej z Beverly Sills i Dame Joan Sutherland. Śpiewała bezbłędne pasaże i koloraturę, grała w humorystycznej tradycji Carol Burnett, poruszała się jak prima balerina i wykorzystywała kolorystykę wokalną dla jak najlepszego efektu emocjonalnego. Jej pianissimo, crescendo i decrescendo zapierały dech w piersiach. Najwyraźniej Oropesa jest wschodzącą gwiazdą opery”. Śpiewaczka zakończyła rok, wracając do Rzymu, by zadebiutować w Teatro dell’Opera w Rzymie, wystąpiwszy w Rigoletcie. „doskonała Gilda”, napisano na łamach OperaClick, chwaląc nie tylko jej piękny liryczny sopran, ale także doskonałą, czytelną nawet w chwilach koloratury, dykcję i przekonujące aktorstwo.
Rok 2017 rozpoczęła w Operze Lozańskiej, debiutując jako Ofelia w Hamlecie Ambroise’a Thomasa. Jacques Schmitt pisał na łamach ResMusica: „Bezsprzecznie słowa Ofelii tonące w miłosnym szaleństwie swą wyrazistością zapierają dech w piersiach. Ale śpiewać je, mówić je tak jak sopran Lisette Oropesa ... to jest artystyczny cud”. Następnie udała się do Waszyngtonu, aby wystąpić w recitalu, „Wieczór rozpoczął się od ‘Ragion nell’alma siede’, arii z opery Księżycowy świat Haydna. Był to odważny ruch, a Oropesa z łatwością wypełniła salę dźwiękiem. Dokładność podczas pasaży była uderzająca, podobnie jak najwyższe nuty, wszystkie produkowane z łatwością. Na małej kadencji ton jej głosu był wyjątkowo przejrzysty”. Występ ten został nagrany na wideo i opublikowany na YouTube, a jego zwieńczeniem było wydanie pierwszego albumu Lisette Oropesy zatytułowanego Within/Without. Do Bawarskiej Opery Państwowej w Monachium powróciła w roli Konstancji w Uprowadzeniu z seraju, roli granej tam już czwarty sezon. Wystąpiła też w nowej odsłonie Rigoletta w Holenderskiej Operze Narodowej w reżyserii Damiano Michielettiego. W tej dobrze ocenionej inscenizacji, jak zauważono, „Smukła i pełna wdzięku, sopranistka Lisette Oropesa była po prostu światowej klasy Gildą, z bezbłędną emisją i obfitymi wysokimi nutami, krystalicznymi aż do najwyższego E. Długi tryl na końcu „Caro nome” wytyczyłby idealny zygzak na wizualizatorze wysokości tonu. Jeszcze bardziej oszałamiający niż jej brawura był rozpływający się blask w centrum jej głosu, jej morbidezza (miękkość)”. Wkrótce potem wystąpiła w dwóch przedstawieniach Rigoletta w Operze Paryskiej, zastępując chorą śpiewaczkę. Odnotowano, że otrzymała wtedy owacje na stojąco za tę interpretację. Latem tego roku miał miejsce jej debiut w roli Noriny w Don Pasquale na Festiwalu Operowym w Glyndebourne, „Jej posługiwanie się wokalnymi fajerwerkami Donizettiego i koloraturą było absolutnie wyjątkowe. Ozdobne linie wokalne płynęły z melodyjną łatwością i przyniosły wspaniałą kolorystykę tonalną oraz porywające najwyższe nuty. Następnie usłyszano ją w Paryżu na koncercie Falstaffa z Orkiestrą Paryską, gdzie ogłosiła, że będzie to jej ostatni występ w roli Anusi. Zadebiutowała także w Royal Opera House w tytułowej roli Łucji z Lammermooru. Otrzymała powszechnie entuzjastyczne recenzje za tę interpretację. „Łucja jest jej pierwszą rolą w Royal Opera, a kubańsko-amerykańska sopranistka jest rewelacyjnie dobra”. Za swój występ otrzymała gromkie owacje na stojącą od całej publiczności. Solistka zakończyła ten rok w MET tytułową rolą w operze Jaś i Małgosia Humperdincka, gdzie „Być może nikt nie wykonał tak fantastycznej roboty jak Lisette Oropesa, grając z taką elastycznością tonalną”.
Na początku 2018 roku Oropesa powróciła do Bawarskiej Opery Państwowej, by po raz czwarty z rzędu zaśpiewać partię Konstancji w Uprowadzeniu z seraju. Następnie wystąpiła z recitalem na Festiwalu Piosenki Tucson Desert, gdzie wykonała nowy zestaw recitalowy i wydała swój pierwszy teledysk „Adieux de l’hôtesse arabe”, kompozycję Georges’a Bizeta opartą na wierszu Victora Hugo. Z tego recitalu wydała w formie cyfrowej swój drugi album zatytułowany „Aux filles du désert”. Wzięła także udział w nowej produkcji Orfeusz i Eurydyka Johna Neumeiera i Joffreya Balleta w Operze Los Angeles, „przesuwała się po scenie niczym zjawa, jej srebrzysty głos wskazywał na niemal bezczasowe poczucie melancholii”, czytamy w LA Weekly. Po raz kolejny wróciła do Opery w Los Angeles, by zagrać rolę Gildy w Rigoletcie, „Jej 'Caro nome' było prawdziwą lekcją, jak zachwycić publiczność”. Latem udała się do Madrytu, aby występować w Łucji z Lammermooru. Jedno z lipcowych przedstawień Teatru Królewskiego odbyło się na wolnym powietrzu na Plaza de Oriente. „Pod koniec drugiego aktu publiczność zmusiła obsadę do bisu, czwartego w historii Królewskiego”, po którym tytułowa Łucja „otrzymała 4-minutową owację w otoczeniu całego bisującego sekstetu”. W trzecim akcie scenę szaleństwa z arią ‘Spargi d’Amaro pianto’ zakończyła stojąc na krześle z uniesionymi w górę ramionami czekając, ze łzami w oczach, aż wiwatująca publiczność pozwoli jej kontynuować. Latem zadebiutowała na Festiwalu Operowym Rossiniego w Pesaro (ROF) w operze Adina. Była „przez wielu uważana za tegoroczne objawienie ROF”. W przeddzień drugiego występu Adiny śpiewała swój pierwszy solowy koncert z orkiestrą festiwalową. Jej występ został nazwany „Jednym z najbardziej pamiętnych koncertów w 39-letniej historii Festiwalu Operowego Rossiniego”. We wrześniu śpiewaczka zastąpiła Dianę Damrau, która wycofała się z powodu choroby, w roli Marguerite de Valois, w Operze Paryskiej, w nowej odsłonie Hugenotów (Les Huguenots) Meyerbeera, gdzie „kompleksowo podbiła serca paryskiej publiczności”. Dzień po ostatnim występie w Hugenotach, zadebiutowała rolą Adiny w Napoju miłosnym Donizettiego. „Ognista barwa, jednorodna projekcja w całym zakresie, zwinny wokal, migoczące wysokie dźwięki, Oropesa ma wszystkie atuty ... i używa ich z elegancją i łatwością”. Następnie otworzyła sezon w Teatro dell’Opera w Rzymie w zupełnie nowej inscenizacji Rigoletta. Za swój występ została tam okrzyknięta „doskonałą Gildą”.
Sceniczny rok 2019 rozpoczęła w rodzinnym Baton Rouge w Luizjanie, gdzie zaśpiewała koncert z Paulem Groves’em „Gwiaździsta Noc z Lisette Oropesą”, który wyemitowano w lokalnej telewizji, Louisiana Public Broadcasting. Następnie udała się do Barcelony, by zadebiutować w Rodelindzie Händla, zdobywając tam uznanie za grę „ze stylistycznym mistrzostwem”, „techniką bez słabości”, i „spektakularną koloraturą”. Pojawiła się w Brukseli, na koncertowej wersji opery Robert Diabeł w La Monnaie/De Munt. Ona „Skradła wieczór” i „To, co słyszysz jest cudem. Piękny głos, niewiarygodnie piękny, suwerenna technika ... rezerwy mocy, które wydają się niewyczerpane”. Wiosną powróciła do Stanów Zjednoczonych, by wystąpić w Don Pasquale w Operze Pittsburskiej, „Jej występ pokazał nienaganną czystość brzmienia i artykulację w połączeniu z wykwintnym liryzmem ... Głos tak ekspresyjnie wyrazisty, że wyróżniał się niczym fresk Michała Anioła w czarno-białym filmie”. 18 czerwca 2019 pierwszy raz stanęła na deskach mediolańskiej La Scali wracając po sześciu latach do roli Amalii w Zbójcach Verdiego. Prasę włoską obiegła seria bardzo pochlebnych artykułów, „Doskonały debiut Lisette Oropesy w La Scali, która na całym świecie od dawna daje gwarancję sukcesu”, „niezwykła Amalia, witana przez gromkie brawa już na końcu cabaletty 'Carlo vive?'. ... Sopran o delikatnej barwie, kontrolowanej emisji, wszystko na jednym oddechu, co pozwala jej związać rejestry z unikalną muzykalnością”, „Uderza przede wszystkim doskonale opanowana technika i stała kontrola nad głosem o dużej plastyczności. Ma techniczne przygotowanie, które charakteryzuje amerykańską szkołę, ale z rzadko spotykaną inteligencją i intuicją”. Serię plenerowych letnich występów rozpoczął Festiwal Operowy w Savonlinna w Finladii gdzie przedstawienie wraz z całym zespołem La Scali przeniosło się z Mediolanu. Następnie artystka udała się na Festiwal Ateński by po czterech latach powrócić do roli Violetty Valéry w którą wcieliła się także na Festiwalu w Amfiteatrze w Weronie. „Lisette Oropesa, piękny głos wspierany przez godną pozazdroszczenia technikę, która pozwoliła jej rozwiązać ten węzeł „trzech Violett”, który jak wiadomo, wymaga władania trzema rodzajami sopranu: lekkim, lirycznym i dramatycznym”. Jesienią 2019 roku, uhonorowana wcześniej nagrodami Richarda Tuckera i Beverly Sills, gwiazda wróciła triumfalnie do Nowojorskiej MET by zadebiutować w Manon Julesa Masseneta. „Jej głos urósł do wielkości i koloru ... stała się potężnym lirycznym sopranem, a jej głos w pełni soczystym instrumentem, nie tracąc ani na swej elastyczności, ani pikanterii”. „bezwysiłkowe wokalne fajerwerki Oropesy, falująca koloratura, kwitnące wysokie nuty i subtelnie zmysłowe frazowanie sprawiły, że nie można było się jej oprzeć”. W przerwie jesiennej serii przedstawień Manon w MET, artystka dała koncert „Grandes Vozes” w Teatrze Miejskim w Rio de Janeiro. W końcu października zaśpiewała jako laureatka nagrody i gwiazda wieczoru na Gali Richarda Tuckera w Carnegie Hall. „Kariera Oropesy od dłuższego czasu rośnie, gdyż sopran podbija Europę w ostatnich latach i teraz robi to samo po tej stronie Atlantyku”. Powróciwszy na krótko do rodzinnej Luizjany dała recital w Dixon Hall w Nowym Orleanie w duecie z pianistą Michaelem Borovitzem, by w końcu listopada udać się do Waszyngtonu aby zaśpiewać tam Ofelię w koncertowej wersji Hamleta. Ten bardzo udany rok miała zakończyć debiutem w Paryskiej Operze Narodowej jako Rozyna w Cyruliku sewilskim, jednak z powodu trwającej ogólnokrajowej akcji strajkowej, przedstawienia sukcesywnie odwoływano, zwykle w ostatniej chwili, podczas gdy artyści czekali w pogotowiu i niepewności.
Wreszcie w końcu stycznia 2020, stanęła na deskach Paryża w premierowej inscenizacji Cyrulika sewilskiego, „Lisette Oropesa tworzy Rozynę pod każdym względem urzekającą. Młodemu sopranowi nie brakuje powabu ani uroku. Głos jest genialny, wysokie tony łatwe, perfekcyjnie wykonane, a linia utworu ozdobiona subtelnością”

## Repertuar

### Debiuty operowe
| Rok (debiutu) | Rola                      | Tytuł                                                 | Kompozytor                | Miejsce                         |
| ------------- | ------------------------- | ----------------------------------------------------- | ------------------------- | ------------------------------- |
| 2007          | Zuzanna                   | Wesele Figara (Le nozze di Figaro)                    | Wolfgang Amadeus Mozart   | Metropolitan Opera              |
| 2008          | Gilda                     | Rigoletto                                             | Giuseppe Verdi            | Arizona Opera                   |
| 2008          | Lisette                   | Jaskółka (La Rondine)                                 | Giacomo Puccini           | Metropolitan Opera              |
| 2009          | Woglinda                  | Złoto Renu (Das Rheingold)                            | Richard Wagner            | Metropolitan Opera              |
| 2009          | Leśny Ptaszek (Waldvogel) | Zygfryd (Siegfried)                                   | Richard Wagner            | Metropolitan Opera              |
| 2009          | Woglinda                  | Zmierzch bogów (Götterdämmerung)                      | Richard Wagner            | Metropolitan Opera              |
| 2009          | Łucja                     | Łucja z Lammermooru (Lucia di Lammermoor)             | Gaetano Donizetti         | New Jersey Opera                |
| 2010          | Konstancja                | Uprowadzeniu z seraju (Die Entführung aus dem Serail) | Wolfgang Amadeus Mozart   | Welsh National Opera            |
| 2010          | Anusia (Nannetta)         | Falstaff                                              | Giuseppe Verdi            | Opera Bilbao                    |
| 2010          | Fiorilla                  | Turek we Włoszech (Il Turco in Italia)                | Gioacchino Rossini        | Deutsche Oper am Rhein          |
| 2011          | Leïla                     | Poławiacze pereł (Les pêcheurs de perles)             | Georges Bizet             | New Orleans Opera               |
| 2011          | Amor                      | Orfeusz i Eurydyka (Orfeo ed Euridice)                | Christoph Willibald Gluck | Metropolitan Opera              |
| 2011          | Ismene                    | Mitrydates, król Pontu (Mitridate, re di Ponto)       | Wolfgang Amadeus Mozart   | Bawarska Opera Państwowa        |
| 2011          | Romilda                   | Kerkses (Xerxes)                                      | Georg Friedrich Händel    | San Francisco Opera             |
| 2011          | Miranda                   | Zaczarowana wyspa (The Enchanted Island)              | Jeremy Sams               | Metropolitan Opera              |
| 2012          | Kleopatra                 | Juliusz Cezar (Giulio Cesare)                         | Georg Friedrich Händel    | Michigan Opera Theatre          |
| 2013          | Pamina                    | Czarodziejski flet (Die Zauberflöte)                  | Wolfgang Amadeus Mozart   | Florida Grand Opera             |
| 2013          | Amalia                    | Zbójcy (I Masnadieri)                                 | Giuseppe Verdi            | Washington Concert Opera        |
| 2014          | Zosia                     | Werter (Werther)                                      | Jules Massenet            | Metropolitan Opera              |
| 2014          | Rosalba                   | Florencia en el Amazonas                              | Daniel Catán              | Los Angeles Opera               |
| 2015          | Maria                     | Córka pułku (La fille du régiment)                    | Gaetano Donizetti         | Pittsburgh Opera                |
| 2015          | Violetta Valéry           | Traviata (La traviata)                                | Giuseppe Verdi            | Opera Philadelphia              |
| 2016          | Hébé / Zima               | Les Indes galantes                                    | Jean-Philippe Rameau      | Bawarska Opera Państwowa        |
| 2017          | Ofelia                    | Hamlet                                                | Ambroise Thomas           | Lausanne Opera                  |
| 2017          | Norina                    | Don Pasquale                                          | Gaetano Donizetti         | Festiwal operowy w Glyndebourne |
| 2017          | Małgosia                  | Jaś i Małgosia (Hänsel und Gretel)                    | Engelbert Humperdinck     | Metropolitan Opera              |
| 2018          | Eurydyka                  | Orfeusz i Eurydyka (Orfeo ed Euridice)                | Christoph Willibald Gluck | Los Angeles Opera               |
| 2018          | Adina                     | Adina                                                 | Gioacchino Rossini        | Rossini Opera Festival          |
| 2018          | Małgorzata de Valois      | Hugenoci (Les Huguenots)                              | Giacomo Meyerbeer         | Opéra national de Paris         |
| 2018          | Adina                     | Napój miłosny (L’elisir d’amore)                      | Gaetano Donizetti         | Opéra national de Paris         |
| 2019          | Rodelinda                 | Rodelinda                                             | Georg Friedrich Händel    | Gran Teatre del Liceu           |
| 2019          | Izabela                   | Robert diabeł (Robert le diable)                      | Giacomo Meyerbeer         | La Monnaie                      |
| 2019          | Manon Lescaut             | Manon                                                 | Jules Massenet            | Metropolitan Opera              |
| 2020          | Rozyna                    | Cyrulik sewilski                                      | Gioacchino Rossini        | Opéra national de Paris         |

### Role operowe[3]
| Liczba przedstawień | Rola                      | Tytuł                                                 | Kompozytor                | Miejsce i rok |
| ------------------- | ------------------------- | ----------------------------------------------------- | ------------------------- | --- |
| 53                  | Gilda                     | Rigoletto                                             | Giuseppe Verdi            | 2018 – Teatro dell’Opera di Roma 2018 – Arena di Verona 2018 – LA Opera 2017 – Opéra National de Paris 2017 – De Nationale Opera 2016 – Teatro dell’Opera di Roma 2015 – Teatro Real 2015 – Bayerische Staatsoper 2015 – Het Concertgebouw 2014 – Grand Théâtre de Genève 2013 – Metropolitan Opera 2008 – Arizona Opera 2008 – New Orleans Opera |
| 36                  | Zuzanna                   | Wesele Figara (Le nozze di Figaro)                    | Wolfgang Amadeus Mozart   | 2016 – Washington National Opera 2015 – San Francisco Opera 2015 – New Orleans Opera 2014 – Ravinia Festival 2013 – Santa Fe Opera 2010 – Ravinia Festival 2009 – Metropolitan Opera 2007 – Metropolitan Opera |
| 34                  | Konstancja                | Uprowadzeniu z seraju (Die Entführung aus dem Serail) | Wolfgang Amadeus Mozart   | 2018 – Bayerische Staatsoper 2017 – Bayerische Staatsoper 2016 – Bayerische Staatsoper 2015 – Bayerische Staatsoper 2015 – Opéra National de Paris 2014 – Bayerische Staatsoper 2014 – Bellingham Music Festival 2012 – Pittsburgh Opera 2010 – Tanglewood Music Festival 2010 – Welsh National Opera                                             |
| 29                  | Łucja                     | Łucja z Lammermooru (Lucia di Lammermoor)             | Gaetano Donizetti         | 2018 – Teatro Real 2017 – Royal Opera House 2012 – Arizona Opera 2011 – Deutsche Oper am Rhein 2009 – Opera New Jersey |
| 25                  | Anusia (Nannetta)         | Falstaff                                              | Giuseppe Verdi            | 2017 – Philharmonie de Paris 2014 – De Nationale Opera 2014 – Metropolitan Opera 2013 – San Francisco Opera 2010 – ABAO Opera Bilbao |
| 18                  | Norina                    | Don Pasquale                                          | Gaetano Donizetti         | 2019 – Pittsburgh Opera 2017 – Glyndebourne |
| 16                  | Violetta Valery           | Traviata (La traviata)                                | Giuseppe Verdi            | 2020 – Metropolitan Opera 2019 – Arena di Verona 2019 – Greek National Opera 2015 – Opera Philadelphia |
| 11                  | Amalia                    | Zbójcy (I Masnadieri)                                 | Giuseppe Verdi            | 2019 – Savonlinna Opera Festival 2019 – Teatro alla Scala 2013 – Washington Concert Opera |
| 10                  | Małgorzata de Valois      | Hugenoci (Les Huguenots)                              | Giacomo Meyerbeer         | 2018 – Opéra National de Paris |
| 10                  | Miranda                   | Zaczarowana wyspa (The Enchanted Island)              | Jeremy Sams               | 2012 – Metropolitan Opera |
| 10                  | Lisette                   | Jaskółka (La Rondine)                                 | Giacomo Puccini           | 2009 – Metropolitan Opera |
| 9                   | Maria                     | Córka pułku (La fille du régiment)                    | Gaetano Donizetti         | 2016 – Washington National Opera 2015 – Pittsburgh Opera |
| 9                   | Ismene                    | Mitrydates, król Pontu (Mitridate, re di Ponto)       | Wolfgang Amadeus Mozart   | 2012 – Bayerische Staatsoper 2011 – Bayerische Staatsoper |
| 8                   | Adina                     | Napój miłosny (L’elisir d’amore)                      | Gaetano Donizetti         | 2018 – Opéra National de Paris |
| 8                   | Sophie                    | Werter (Werther)                                      | Jules Massenet            | 2014 – Metropolitan Opera |
| 7                   | Pamina                    | Czarodziejski Flet (Die Zauberflöte)                  | Wolfgang Amadeus Mozart   | 2013 – Florida Grand Opera |
| 7                   | Manon Lescaut             | Manon                                                 | Jules Massenet            | 2019 – Metropolitan Opera |
| 6                   | Rozyna                    | Cyrulik sewilski                                      | Gioacchino Rossini        | 2020 – Opéra National de Paris |
| 6                   | Leśny Ptaszek (Waldvogel) | Zygfryd (Siegfried)                                   | Richard Wagner            | 2013 – Metropolitan Opera 2009 – Metropolitan Opera |
| 6                   | Romilda                   | Kerkses (Xerxes)                                      | Georg Friedrich Händel    | 2011 – San Francisco Opera |
| 6                   | Małgosia                  | Jaś i Małgosia (Hänsel und Gretel)                    | Engelbert Humperdinck     | 2017/2018 – Metropolitan Opera |
| 6                   | Eurydyka                  | Orfeusz i Eurydyka (Orfeo ed Euridice)                | Christoph Willibald Gluck | 2018 – LA Opera |
| 6                   | Fiorilla                  | Turek we Włoszech (Il Turco in Italia)                | Gioacchino Rossini        | 2010 – Deutsche Oper am Rhein |
| 6                   | Rosalba                   | Florencia en el Amazonas                              | Daniel Catán              | 2014 – LA Opera |
| 6                   | Rodelinda                 | Rodelinda                                             | Georg Friedrich Händel    | 2019 – Gran Theatre del Liceu |
| 5                   | Hébé                      | Les Indes galantes                                    | Jean-Philippe Rameau      | 2016 – Bayerische Staatsoper |
| 5                   | Zima                      | Les Indes galantes                                    | Jean-Philippe Rameau      | 2016 – Bayerische Staatsoper |
| 5                   | Amor                      | Orfeusz i Eurydyka (Orfeo ed Euridice)                | Christoph Willibald Gluck | 2011 – Metropolitan Opera |
| 5                   | Ofelia                    | Hamlet                                                | Ambroise Thomas           | 2017 – Opéra de Lausanne 2019 – Washington Concert Opera |
| 4                   | Woglinda                  | Złoto Renu (Das Rheingold)                            | Richard Wagner            | 2011 – Metropolitan Opera 2010 – Metropolitan Opera |
| 4                   | Adina                     | Adina                                                 | Gioacchino Rossini        | 2018 – Rossini Opera Festival |
| 3                   | Kleopatra                 | Juliusz Cezar (Giulio Cesare)                         | Georg Friedrich Händel    | 2012 – Michigan Opera Theatre |
| 2                   | Rosina                    | Cyrulik sewilski                                      | Gioacchino Rossini        | 2020 – Opéra National de Paris |
| 2                   | Leïla                     | Poławiacze pereł (Les pêcheurs de perles)             | Georges Bizet             | 2011 – New Orleans Opera |
| 2                   | Izabela                   | Robert diabeł (Robert le diable)                      | Giacomo Meyerbeer         | 2019 – La Monnaie |

### Oratoria, symfonie
| Rok  | Rola     | Kompozytor              | Tytuł                               | Orkiestra, miejsce                                                                                            |
| ---- | -------- | ----------------------- | ----------------------------------- | --- |
| 2006 | sopran I | Wolfgang Amadeus Mozart | Msza c-moll (KV 427)                | New Choral Society, Scarsdale, NY                                                                             |
| 2010 | solistka | Carl Orff               | Carmina Burana                      | Cleveland Orchestra, Severence Hall                                                                           |
| 2011 | solistka | Georg Friedrich Händel  | Mesjasz (oratorium)                 | New Choral Society, Hitchcock Presbyterian Church, Scarsdale, NY                                              |
| 2012 | solistka | Carl Orff               | Carmina Burana                      | Chicagowska Orkiestra Symfoniczna, Chicago Symphony Center                                                    |
| 2014 | solistka | Joseph Haydn            | Stworzenie świata                   | New Choral Society, Hitchcock Presbyterian Church, Scarsdale, NY                                              |
| 2014 | solistka | Johann Sebastian Bach   | Pasja według św. Mateusza (BWV 244) | Chicago Bach Project / Soli Deo Gloria, Harris Theater                                                        |
| 2015 | solistka | Carl Orff               | Carmina Burana                      | Houston Symphony                                                                                              |
| 2015 | solistka | Johann Sebastian Bach   | Pasja według św. Jana (BWV 245)     | Chicago Bach Project / Soli Deo Gloria, Harris Theater                                                        |
| 2016 | solistka | Gabriel Fauré           | Requiem                             | Akademii Muzycznej św. Cecylii w Rzymie                                                                       |
| 2016 | solistka | Johannes Brahms         | Niemieckie Requiem                  | Baltimore Symphony Orchestra, Joseph Meyerhoff Symphony Hall                                                  |
| 2016 | solistka | Gustav Mahler           | Symfonia No. 8                      | Orkiestra Filadelfijska, Kimmel Center: Verizon Hall                                                          |
| 2016 | solistka | Johann Sebastian Bach   | Pasja według św. Mateusza (BWV 244) | Orchestre philharmonique de Strasbourg, Palais de la Musique et des Congres / Les Dominicains de Haute Alsace |
| 2016 | solistka | Wolfgang Amadeus Mozart | Msza c-moll (KV 427)                | Baton Rouge Symphony Orchestra, Baton Rouge River Center Arena                                                |
| 2016 | solistka | Wolfgang Amadeus Mozart | Msza c-moll (KV 427)                | Cincinnati Symphony Orchestra, Cincinnati Music Hall                                                          |

### Koncerty, recitale
| Rok  | Wydarzenie                                                 | Miejsce                                        |
| ---- | ---------------------------------------------------------- | ---------------------------------------------- |
| 2009 | Koncert z cyklu „Metropolitan Opera Summer Recital Series” | Central Park Summerstage, Nowy Jork            |
| 2010 | Koncert Galowy Fundacji Muzycznej Richarda Tuckera         | Avery Fisher Hall, Nowy Jork                   |
| 2012 | Recital w Fundacji George’a Londona                        | The Morgan Library, Nowy Jork                  |
| 2012 | Koncert w Chamber Music Society                            | Pittsburgh                                     |
| 2012 | Koncert na festiwalu „Musique et Vin”                      | Vougeot                                        |
| 2012 | Koncert „Mostly Mozart”                                    | Stanley H. Kaplan Penthouse                    |
| 2013 | Koncert w Operze Arizońskiej                               | Symphony Hall, Phoenix                         |
| 2013 | „Galowy Koncert Gwiazd” w Operze San Antonio               | Majestic Theatre, San Antonio                  |
| 2013 | Koncert "Gala Patronów Uniwersytetu Stanu Luizjana”        | Crowne Plaza Hotel, Baton Rouge                |
| 2015 | Koncert na „Festiwalu Muzyki Kameralnej” Skaneateles       | Skaneateles, Nowy Jork                         |
| 2016 | Recital w Park Avenue Armory                               | Park Avenue, Nowy Jork                         |
| 2016 | Koncert z cyklu „Noc Festiwalowa UniCredit”                | Fünf Höfe, Monachium                           |
| 2016 | Koncert „lassical Tahoe”                                   | Sierra Nevada College, Incline Village, Newada |
| 2016 | Koncert w Chamber Music Society of Lincoln Center          | Alice Tully Hall, Nowy Jork                    |
| 2017 | Recital „Vocal Arts DC”                                    | University of DC, Washington, DC               |
| 2017 | Koncert na festiwalu „Musique et Vin”                      | Chateau Clos Vougeot, Vougeot                  |
| 2017 | Koncert Fundacji AIDS                                      | Deutsche Oper Berlin                           |
| 2018 | Recital na festiwalu „Tucson Desert Song Festival”         | Crowder Hall, Tucson                           |
| 2018 | Koncert na Festiwalu Operowym Rossiniego                   | Pesaro                                         |
| 2018 | Koncert na Festiwalu Operowym „Arena di Verona”            | Arena di Verona                                |
| 2019 | Koncert dla Fundacji Maestro                               | Santa Monica                                   |
| 2019 | Koncert „A Starry Night”                                   | Union Theatre LSU, Baton Rouge                 |
| 2019 | Koncert „Grandes Vozes no Rio de Janeiro”                  | Theatro Municipal, Rio de Janeiro              |
| 2019 | Koncert Galowy Fundacji Muzycznej Richarda Tuckera         | Carnegie Hall, Nowy Jork                       |
| 2019 | Recital „New Orleans Friends of Music”                     | Dixon Hall, Nowy Orlean                        |

## Nagrania
Wideo
- Puccini: Il trittico (Frittoli, Blythe; Levine, O’Brien, 2007).
- Humperdinck: Hänsel und Gretel (Shäfer, Coote; Jurowsky, Jones, 2008) EMI.
- Puccini: Manon Lescaut (Mattila, Giordani, Croft; Levine, Heeley 2008) EMI.
- Puccini: La rondine (Gheorghiu, Alagna, Brenciu, Ramey; Armiliato, Joël, 2009) EMI.
- Wagner: Das Rheingold (Blythe, Croft, Terfel, Owens; Levine, Lepage, 2010) EMI.
- Sams: The Enchanted Island (de Niese, DiDonato, Daniels, Domingo, Pisaroni; Christie, McDermott, 2012) Virgin Classics.
- Frömke: Wagner’s Dream (Fillion, Gelb, Lepage, Levine, Luisi, Morris, Voight, 2012).
- Verdi: Falstaff (Maestri, Blythe, Oropesa, Meade, Fanale; Levine, Carsen, 2014).
- Massenet: Werther (Kaufmann, Koch, Oropesa, Bižić, Altinoglu, Eyre, 2014).
- Rameau: Les Indes Galantes (Oropesa, Prohaska, Juric, Quintains, Lis; Bolton, Cherkaoui, 2017) BelAir Classiques.
- Within / Without (Oropesa, Iftinca, 2017)

Audio
- Within / Without (Oropesa, Iftinca, 2017)[115].
- Aux filles du désert (Oropesa, Borowitz, 2018)[116].

## Publikacje
- Rowe Martin, Oropesa Lisette (2014) Running, Singing and being Vegan (Ed.), Running, Eating, Thinking: A Vegan Anthology. Nowy Jork: Lantern Books(inne języki). ISBN 978-1590563489.
- George Donald (2015) Master Singers: Advice from the Stage. Oxford University Press. ISBN 978-0199324187.

## Nagrody
- Zwycięstwo w finale, Metropolitan Opera National Council Auditions, 2005[117].
- Stypendium naukowe Sary Tucker, Richard Tucker Music Foundation(inne języki), 2007[118].
- Trzecia Nagroda oraz Nagroda w kategorii „Zarzuela”, Operalia, Światowy Konkurs Operowy, 2007[119].
- Pierwsza Nagroda w Międzynarodowym Konkursie Wokalnym, Licia Albanese-Puccini Foundation, 2007[120].
- Zwycięzca Nagrody Specjalnej konkursu wokalnego, Gerda Lissner Foundation, 2008[potrzebny przypis].
- Nagroda George’a Londona, 2008[121].
- Nagroda Fundacji Sullivana, 2008[potrzebny przypis].
- Opera Hall of Fame, Louisiana State University, September 25, 2011[potrzebny przypis].
- Nagroda w kategorii Młody Talent, na festiwalu „Musique et Vin”, 2012[122].
- Olson Artist, Florida Grand Opera(inne języki), 2012[potrzebny przypis].
- Nagroda Richarda Tuckera, Richard Tucker Music Foundation(inne języki), 2019[123].
- Nagroda Beverly Sills, Metropolitan Opera, 2019[124].